# Етнология
Етнология (от гръцки: ἔθνος – „народ“ + λόγος – „знание“) е дял на антропологията, който изучава процеса на формиране и развитие на различните етнически групи, тяхната идентичност, форми на културна самоорганизация, закономерностите в колективното им поведение и взаимодействие с други етнически групи, връзките между отделните личности и социалната среда в групата.

## Поддисциплини

### Етноботаника
Етноботаниката изучава връзката на различни общности с растенията, които тя използва и начините им на приложение (ритуални, лечебни, комуникационни).